# Billy & Chuck
Billy & Chuck var et kortvarigt tag team, der eksisterede i WWE i perioden 2001-2002. Holdet bestod af Billy Gunn og Chuck Palumbo. Holdet vandt tag team titlerne, og forsvarede dem på WrestleMania i 2002.